# Чигирёва, Влада Александровна
Вла́да Алекса́ндровна Чигирёва (род. 18 декабря 1994, Ростов-на-Дону) — российская спортсменка, выступающая в синхронном плавании. Двукратная олимпийская чемпионка (2016, 2020), 11-кратная чемпионка мира, четырёхкратная чемпионка Европы. Заслуженный мастер спорта России.

## Карьера
На юниорском чемпионате 2010 и 2012 годах Чигирёва стала трёхкратной чемпионкой мира в соло и группах, также завоевала первые места в индивидуальной программе «фигуры».
Неоднократно была чемпионкой Европы среди юниоров.
В 2013 году стала чемпионкой Универсиады-2013 в трех дисциплинах.
На своём первом чемпионате мира в 2013 году в Барселоне стала чемпионкой в технической, произвольной и комбинированной группах. На следующем чемпионате мира в Казани в 2015 году выиграла ещё три золотых медали, став шестикратной чемпионкой мира.
Чемпионка Олимпийских игр 2016 года в Рио-де-Жанейро.
В 2017 году на чемпионате мира в Будапеште в составе команды завоевала еще две золотые медали в произвольной и технической группах (в комбинированной программе Россия не принимала участие).
В 2019 году на чемпионате мира в Южной Корее команда также завоевала три медали высшего достоинства, выиграв в трех дисциплинах (в технической, произвольной и комбинированной группах).

## Награды
- Заслуженный мастер спорта России (31 декабря 2013 года)[2].
- Орден Дружбы (25 августа 2016 года) — за высокие спортивные достижения на Играх XXXI Олимпиады 2016 года в городе Рио-де-Жанейро (Бразилия), проявленные волю к победе и целеустремленность[5].
- Почётная грамота Президента Российской Федерации (19 июля 2013 года) — за высокие спортивные достижения на XXVII Всемирной летней универсиаде 2013 года в городе Казани[6].
- Орден Почета (11 августа 2021 года) — за большой вклад в развитие отечественного спорта, высокие спортивные достижения, волю к победе, стойкость и целеустремленность, проявленные на Играх XXXII Олимпиады 2020 года в городе Токио (Япония)[7].